# Турбай Айяла, Хулио Сесар
Хулио Се́сар Турбай Айяла (исп. Julio César Turbay Ayala; 18 июня 1916, Богота, Колумбия — 13 сентября 2005, Богота, Колумбия) — президент Колумбии с 4 июня 1978 года по 31 мая 1982 года. Член Колумбийской либеральной партии.
Родился в семье иммигранта из Ливана и колумбийской крестьянки. Окончил Национальную торговую школу и колледж при университете Ботеро; высшего образования не имел, хотя позже получил почетную докторскую степень в области права и социальных наук.
В 1937 году стал мэром города Хирардот в департаменте Кундинамарка, в 1938—1942 годах был депутатом парламента Кундинамарки. При военной хунте в 1957—1958 годах был министром горнодобывающей промышленности и энергетики, в 1958—1961 годах — министром иностранных дел. В 1962—1969 годах заседал в Сенате, был председателем Сената и Национального конгресса, исполнял обязанности президента страны во время его отсутствия. С 1967 года также был послом Колумбии при ООН. В 1973—1975 годах являлся послом в Великобритании, в 1975—1976 годах — в США.
На президентских выборах 4 июня 1978 года получил 2 503 681 (49,3 %) голос против 2 366 620 (46,6 %) у консерватора Белисарио Бетанкура, обещая продолжение политики «ясного мандата» своего предшественника, президента-либерала Альфонсо Лопеса Микельсена.
При администрации Турбая Айялы по всей стране активизировали свою террористическую деятельность партизанские группировки, а также созданные для борьбы с ними полувоенные организации правых — «эскадроны смерти», связанные с криминальными структурами. В 1978 году из-за активности леворадикальных группировок был принят закон, расширивший права военных в борьбе с ними. Закон позволил армии удерживать невиновных людей (до признания их вины) в заключении и пытать их, что вызвало критику со стороны оппозиции и правозащитников. В 1980 году «Движение 19 апреля» захватило посольство Доминиканской республики и послов 16 государств, включая США, Мексику, Перу, Венесуэлу, Коста-Рику, Израиль и Ватикан. Их удерживали в течение 61 дня. Турбай Айяла жёстко настаивал на мирном решении проблемы и, в конце концов, достиг компромисса: партизаны получили небольшой выкуп и вылетели на Кубу.
В период его президентства темпы экономического роста Колумбии оставались высокими, несмотря на значительную инфляцию внутри страны и начавшийся в 1981 году мировой экономический спад, от которого пострадали многие страны Латинской Америки. Была расширена добыча полезных ископаемых, началось строительство новых электростанций. Им были также проведены экономические и социальные реформы, в 1982 году был создан департамент Какета. 
В 1981 году разорвал дипломатические отношения с Кубой.
После отставки в 1987—1989 годах был послом Колумбии в Ватикане, в 1991—1993 годах — в Италии. В начале 2000-х годов активно поддерживал Альваро Урибе.
Турбай женился на своей племяннице Нидии Кинтеро Турбай 1 июля 1948 года. У них было четверо детей: Хулио Сезар, Диана, Клаудия и Мария Виктория. Однако их брак был аннулирован Римско-католической церковью, и в 1986 году он женился на своей давней спутнице Ампаро Канал, на которой оставался женатым до самой смерти.
В январе 1991 года его дочь, журналистка Диана Турбай Кинтеро, была захвачена в заложники боевиками Медельинского картеля и погибла при неудачной попытке освобождения специальными подразделениями полиции, не санкционированной семьёй. Эта история была отражена в повести Габриэля Гарсиа Маркеса «Сообщение о похищении» (1996).